# نمک هیمالیا

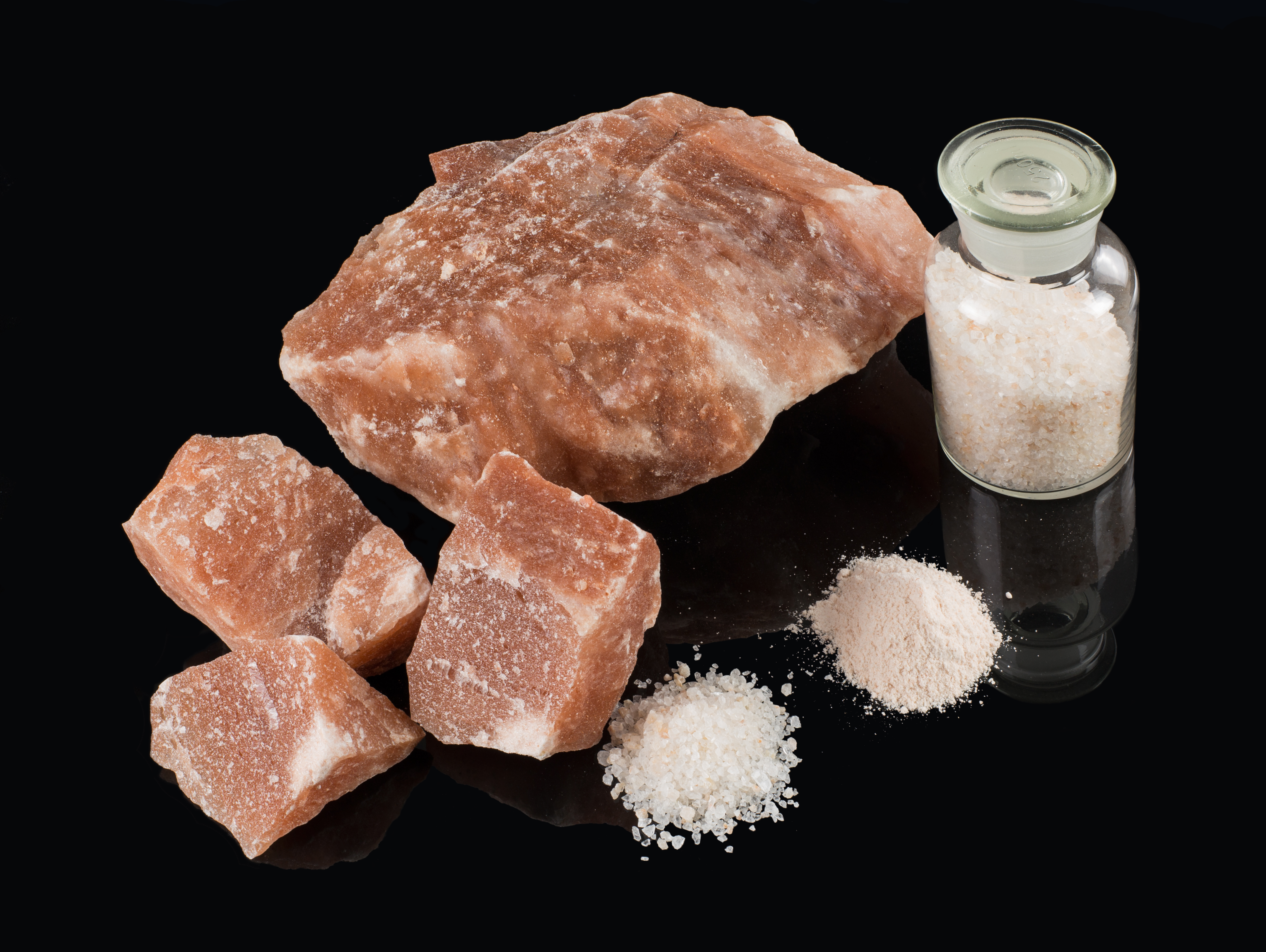
نمک استخراج شده از نزدیکی کهیوره، پنجاب، پاکستان

نمک هیمالیا با نمک صورتی هیمالیا نیز مشهور است سنگ نمک (هالیت) است که از منطقه پنجاب پاکستان استخراج می‌شود، که در دامنه سلسله جبال هیمالیا واقع است. این نمک که به دلیل مواد معدنی تشکیل دهنده‌ی آن دارای رنگ صورتی است، در درجه اول به عنوان یک افزودنی غذایی مفید برای جایگزینی نمک خوراکی تصفیه شده استفاده می شود، اما برای پخت و پز و ارائه غذا، لامپ های تزئینی، درمان های آبگرم ، و تولید محصولات زیبایی و پوست نیز کاربرد دارد.
نمک صورتی که به نمک هیمالیا نیز معروف است در ایران با کیفیت بهتری نسبت به هیمالیا پیدا شده و نمک صورتی خالص در حال استخراج از معادن بست پوش ایران هست و همچنین در ایران نمک های صورتی و نمک آبی نیز وجود دارد که هر کدام خواص مربوطه به خود را دارند.
تنها دو کشور پاکستان و ایران نمک صورتی را استخراج می کنند و در معادن خود دارند ، نکته قابل توجه اینکه نمک صورتی را بیشتر به نمک هیمالیا میشناسند

## زمین شناسی
نمک هیمالیا از رشته کوه نمک، لبه جنوبی کمربند چین‌خورده و رانشی که زیر فلات پوتوهار در جنوب هیمالیا در پاکستان قرار دارد، استخراج می‌شود. نمک هیمالیا از یک لایه ضخیم از ادیاکران تا تبخیرهای اولیه کامبرین در سازند دامنه نمک می آید.

این سازند زمین شناسی متشکل از هالیت کریستالی با نمک های پتاس است که توسط مارن گچی پوشانده شده و با بسترهای سنگ گچ و دولومیت با درزهای نادر از سنگ نفت که بین 600 تا 540 میلیون سال پیش انباشته شده اند، لایه بندی شده است.

## تاریخچه
منطقه کهیوره در دوران کرتاسه جزئی از اقیانوس هند بوده‌است، اما با افتراق از آن و تبخیر آبهایش، این سفره نمکی ته‌نشین شده‌است.